# Cultura Dorset

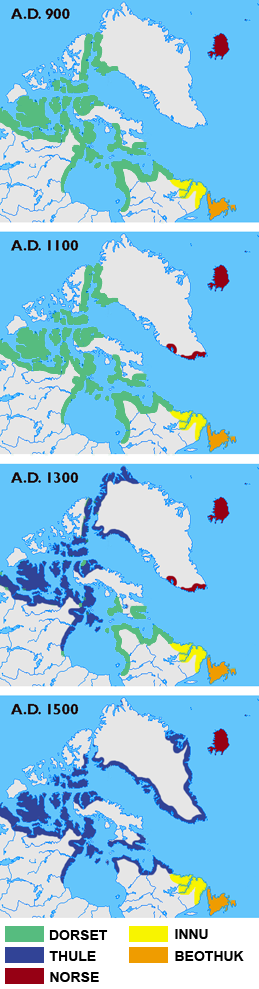
La mappa mostra le differenti civiltà che vissero in Groenlandia, Labrador, Terranova e nelle isole artiche del Canada negli anni 900, 1100, 1300 e 1500. Verde: Civiltà Dorset, blu: Civiltà Thule, rosso: Civiltà norrena, Giallo: Innu e arancione: Beothuk

La cultura Dorset precedette la civiltà Inuit nell'estremo nord dell'America settentrionale. Nel 1925 l'antropologo Diamond Jenness ricevette alcuni manufatti provenienti da Capo Dorset che sembravano prodotti da una cultura più antica di quella degli Inuit e che fu battezzata con il nome del luogo in cui erano avvenuti i ritrovamenti. I suoi rinvenimenti mostrarono un quadro culturale particolare e distinto, comprendente forme artistiche raffinate e sconosciute agli Inuit, come grandi acconciature per le figure femminili e sopravvesti prive di cappuccio e con grandi e alti colli per uomini e donne. In seguito Robert McGhee è divenuto una figura dominante gli studi sui Dorset o Tuniit, scrivendo numerosi libri su questa cultura e sulla transizione alla tradizione dei Thule (Inuit).
Le leggende degli Inuit menzionano i Tuniit (al singolare Tuniq) o Sivullirmiut ("Primi abitanti"'), che sarebbero stati cacciati via dagli Inuit stessi. Descritti dalla leggenda come "giganti", più alti e più forti, tuttavia sarebbero stati facilmente spaventati e cacciati. I Dorset venivano chiamati Skræling dalle popolazioni nordiche che visitavano l'area.
Si ritiene che i Dorset fossero ben adattati al loro ambiente (in modo analogo ai successivi Inuit), ma che usufruissero di una tecnologia meno avanzata: non conoscevano infatti le slitte trainate da cani, le imbarcazioni sofisticate, gli arpioni basculanti e l'arco. Un'altra tecnologia che non utilizzarono fu quella del trapano: negli oggetti di questa cultura mancano i fori, oppure sono presenti fori lenticolari scolpiti, come nei comuni aghi d'osso, dotati di fori lunghi e stretti che sono stati faticosamente incisi o scavati. Per questo motivo è possibile che i Dorset si siano trovati in difficoltà in seguito ai cambiamenti climatici che si verificarono intorno all'anno Mille.
La cultura Dorset si sviluppò forse dalle precedenti culture pre-Dorset, Saqqaq o (meno probabilmente) Indipendenza I, le quali tuttavia conoscevano sia l'arco, sia il trapano: per quanto riguarda il primo è possibile che questa tecnologia fosse andata persa nel passaggio dalla caccia terrestre a quella acquatica.
Tra gli strumenti utilizzati sono comprese le piccole lame triangolari che erano inserite nelle teste degli arpioni, i quali erano usati in primo luogo per cacciare foche o grandi mammiferi marini. La steatite era utilizzata nella fabbricazione di lampade da utilizzare durante il lungo periodo di buio stagionale e che utilizzavano come combustibile il grasso di foca. Un altro elemento caratteristico era un particolare tipo di bulino, ricavati da frammenti di pietra lavorata dai quali si staccavano sottili lame e utilizzati per l'intaglio. I bulini erano utilizzati anche dai gruppi pre-Dorset, con una forma caratteristica intermedia.
La cultura materiale dei Dorset fu notevolmente omogenea in tutta l'area artica canadese, ma sono state rilevate alcune importanti varianti sia nella Groenlandia e Terranova, sia nel Labrador.
La cultura Dorset viene suddivisa in quattro periodi (primo, medio, tardo e terminale). La fase terminale potrebbe essersi svolta mentre i Thule entravano nell'artico canadese, durante la migrazione verso est dall'Alaska.
Contemporaneamente il clima si andava riscaldando e i ghiacci cominciarono ad assumere un comportamento meno prevedibile: il mare di ghiaccio si isolò dall'Alto Artico e i Dorset, che seguivano i ghiacci, concentrarono i loro insediamenti nell'Alto Artico, durante i periodi tardo e terminale.
Non sembra che vi siano state connessioni genetiche tra i Dorset e i Thule. Ci sono comunque prove archeologiche a sostegno di una interazione tra di essi. I Thule, per esempio, cacciavano le foche con la tecnica del foro nel ghiaccio, sconosciuta in Alaska e praticata dai soli Dorset, e si ritiene che si tratti di una tecnica di caccia che dovesse essere insegnata. Anche la direzione e la velocità della migrazione dei Thule sembra implicare che esistevano legami tra i due gruppi: i Thule infatti compirono una migrazione quasi diretta attraverso terre estranee e l'intero tragitto fino alla Groenlandia fu compiuto nello spazio di una o due generazioni: per compiere questa impresa è altamente probabile che avessero ottenuto indicazioni e assistenza dai Dorset. Non è chiaro tuttavia in che modo si sia potuta manifestare questa interazione, se i Thule portarono con sé malattie, se ci furono rapporti ostili e combattimenti, né se ebbero relazioni sociali o scambi matrimoniali, ovvero se i loro incontri fossero limitati e ristretti. In ogni caso l'evidenza archeologica attesta che al momento dell'arrivo dei Thule i Dorset erano vistosamente in declino e sul punto di scomparire dalla loro terra d'origine.
Il poeta canadese Al Purdy scrisse un poema intitolato Lamento per i Dorset, che piange la perdita della loro cultura e ne descrive la fine.

## Sadlermiut
Nel 1824 la baleniera "Griper", al comando del capitano George Francis Lyon, gettò l'ancora a capo Pembroke sull'
isola di Coats nella baia di Hudson, scoprendo un gruppo di Eschimesi che parlavano uno "strano dialetto" e che venivano chiamati "Sadlermiut" (in moderno eschimese Sallirmiut, da Salliq, il nome eschimese per l'insediamento di Coral Harbour).
Questa popolazione viveva quasi completamente isolata sull'isola di Southampton o nelle sue vicinanze, e conservava una cultura distinta da quella degli Inuit. I contatti con gli occidentali continuarono anche dopo la scoperta e i Sadlermiut contrassero malattie occidentali. Entro il 1896 rimanevano solo 70 individui. Nella primavera del 1902 alcuni di loro ebbero contatti con la baleniera Active, che si era fermata nell'isola di Southampton, e contrassero una malattia da un marinaio infermo, probabilmente una febbre tifoide e l'intera comunità morì entrò qualche settimana.
Nel 1954 e 1955 Henry B. Collins dello Smithsonian Institution studiò le rovine delle case eschimesi nel Canada artico e stabilì che quelle dei Sadlermiut erano caratteristiche della loro cultura e che questa un tempo avrebbe avuto una diffusione molto maggiore. Rinvenne inoltre le prove che i Sadlermiut erano gli ultimi resti delle genti della cultura Dorset e recenti ricerche genetiche hanno definito una continuità tra i Sadlermiut e la cultura Dorset.